# Konstreproduktion
Konstreproduktion är när man inom konsten återskapar något vilket kan ske genom exempelvis grafiska eftertryck, förfalskningar samt i reproduktion av arkitektoniska element.

## Grafik
Inom grafiken finns ett antal tekniker som man kan använda för att skapa reproduktioner. Akvatinter, litografier och etsningar består ofta av en upplaga där det finns flera exemplar av samma bild. För att kunna skilja på ”originaltryck” och reproduktioner så har IAA (International Association of Arts) ställt samman fem punkter som måste uppfyllas för att trycket ska vara ett originalverk: 
1. Konstnären är den som bestämmer upplagans storlek.
2. På varje grafiskt blad måste det finnas uppgift om upplagans storlek, samt konstnärens signatur.
3. När upplagan är färdigtryckt ska stenen eller plåten förstöras.
4. Konstnären ska ha varit närvarande vid varje steg av processen (det vill säga vid preparering av plåten eller stenen, vid tryckningen och vid revideringen).
5. De blad som väljs bort ur upplagan ska märkas som provtryck eller reproduktion.[1]

Grafik som uppfyller kraven räknas som konstverk på konstmarknaden och kan därför kosta ganska mycket pengar. Eftersom en konsthandlare inte kan garantera uppgifter om reproduktioner så återstår bladets ekonomiska värde till papprets, oavsett om det gäller en känd konstnär eller en känd bild. Grafiska reproduktioner förekommer exempelvis i form av planscher.

## Autenticitet
Ett konstverk är äkta när det verkligen är utfört av den som anges vara konstnären. Autenticitet anger överensstämmelser med vissa kriterier, äkthetskriterierna uttrycker vad en auktoritet ställer upp som krav för vad som i ett visst sammanhang definieras som äkta eller autentiskt. Kopior eller repliker inom konstvärlden kan i viss mån ändå tilldelas ett ”äkthetsvärde” då de representerar objekt som i original inte längre står till förfogande och om reproduktionen eller kopian utförs efter de strängaste vetenskapliga metoder och principer.

## Konstförfalskning
En förfalskning är framställandet av ett föremål som utges för att vara något annat än vad det i verkligheten är. Inom konstvärlden är det en konstförfalskning om man i avsikt att bedra konstköpare imiterar eller efterbildar en konstnärs konstverk eller utmärkande formspråk och stil. Konstförfalskningar kan därför ses som en illegal reproduktion av konstverk som produceras för att inbringa originalets ekonomiska värde, denna produktion förutsätter därför också att det finns en konstmarknad och ett samlarintresse.

## Reproduktion inom arkitekturen

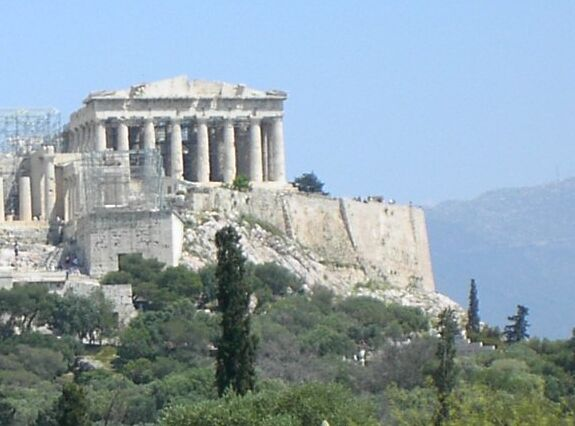
Exempel på en antik byggnad som inspirerat till reproduktion. Parthenon i Aten.

Inom arkitekturen är reproduktion av och inspiration från tidigare epokers byggande grundläggande. Detta kan illustreras tydligt genom det faktum att den klassicistiska arkitekturen, som varit bärande under flera sekel, grundar sig på ett fåtal byggnader från den grekiska och romerska antiken. I Vitruvius skrift De architectura libri decem från ca 30 f.Kr. beskrivs hur kolonnordningar och tempelornamentik ska utformas i syfte att de ska reproduceras.

### Nyrenässansen
På samma sätt fick Leon Battista Albertis De re aedificatoria från 1452 stor inverkan på spridandet av den återupptäckta antika ornamentiken under renässansen. Alberti utvecklade ett modernt sätt att se på hur de antika ordningarna och utsmyckningarna kunde reproduceras och inordnas i dåtidens byggande.

### Stilarkitektur

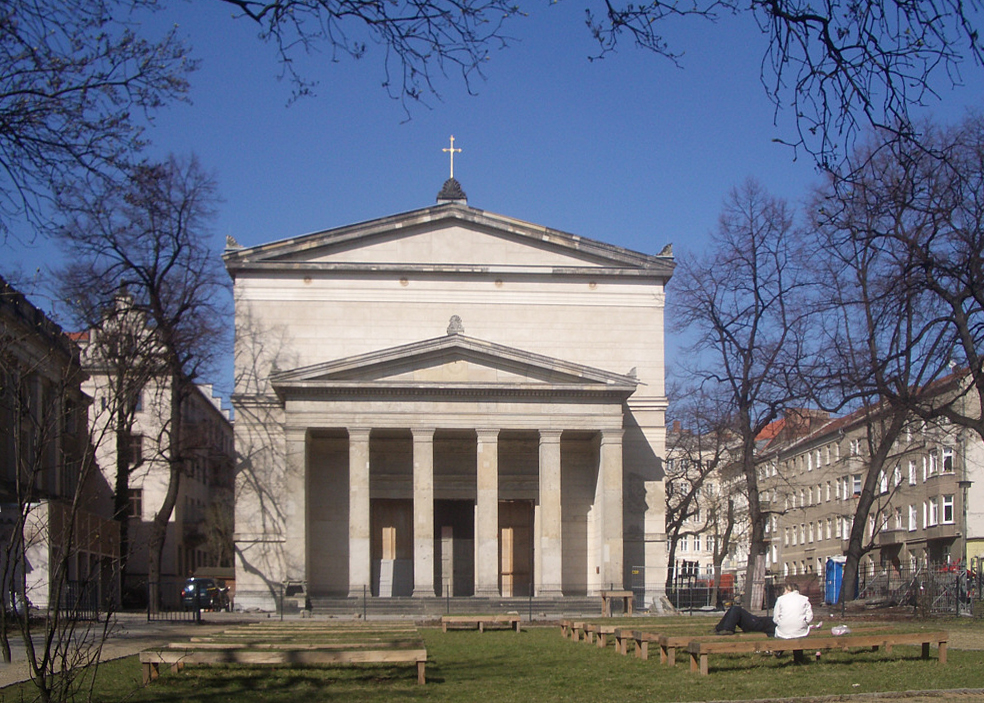
Exempel på nyklassicism. Elisabethkirche i Berlin, Karl Friedrich Schinkel, (1832-1834).

Under 1800-talet nådde reproduktionen av arkitektur en höjdpunkt med de nystilar som då introducerades. Under seklet byggdes ett stort antal byggnader i stilimitationer från såväl antiken, gotiken, renässansen och barocken.

### Massproduktion och mönsterritningar

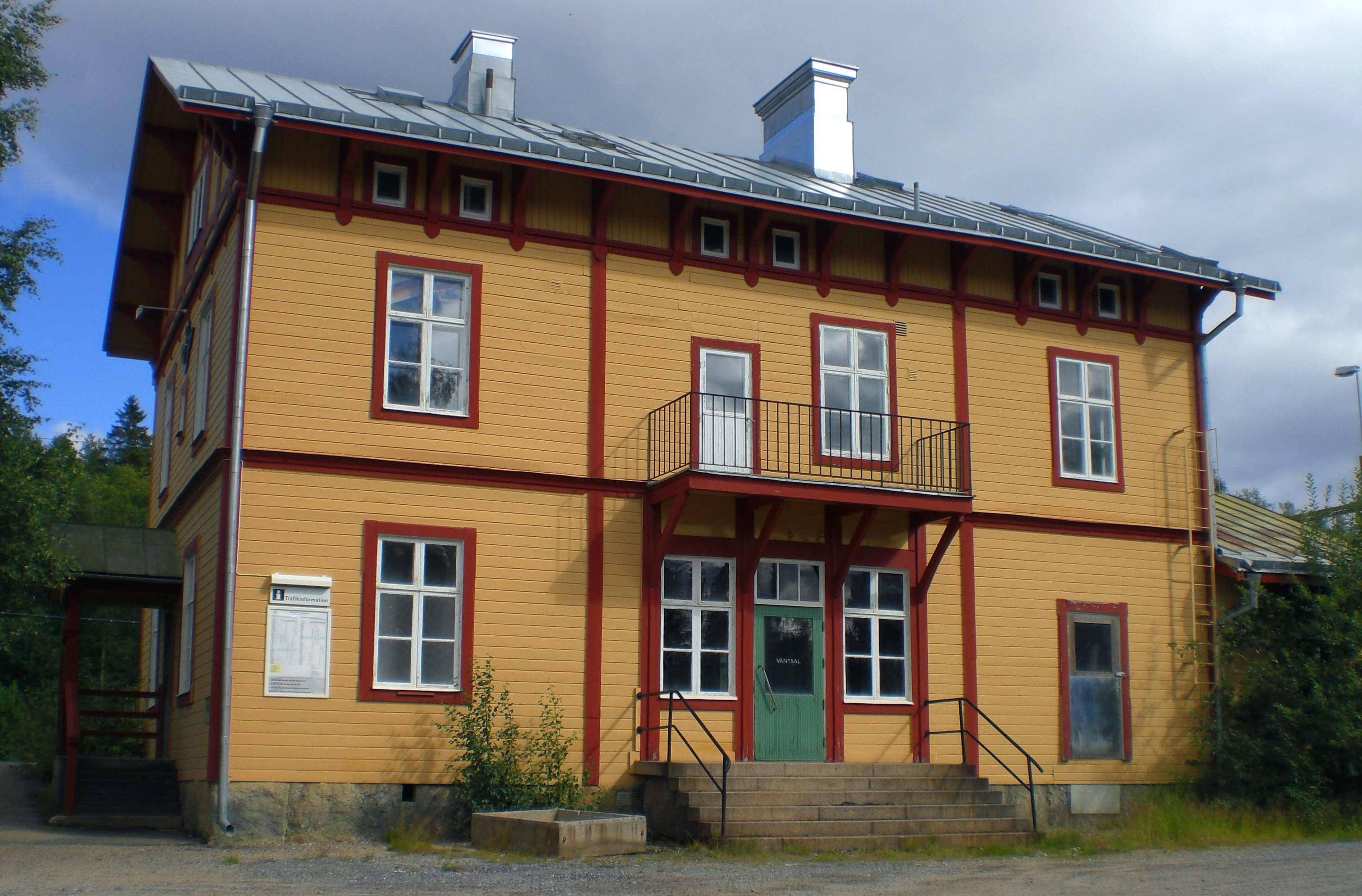
Exempel på massproduktion av stationer. Hällnäs järnvägsstation. Fotograferad 2008

Järnvägens byggnader som också tillkom under 1800-talet förtjänar att nämnas särskilt. Järnvägsstationerna ritades i huvudsak av Statens järnvägars huvudarkitekt Adolf Wilhelm Edelsvärd utifrån tio olika modeller, till exempel Hällnäsmodellen. Dessa modeller reproducerades sedan och uppfördes runt om i Sverige som 297 stationshus. Liknande standardisering och reproduktion av arkitektur skapades för folkskolor och lärarbostäder efter den allmänna skolans införande 1842. För den enskilda byggverksamheten såldes mönsterböcker som kom att reproducera ornamentik och s.k. snickarglädje i Sverige. Detta gäller inte minst den s.k. egnahemsrörelsen.

### Idag
För att minska kostnader och bygga rationellt utförs många av dagens byggnader efter typritningar och förbyggs som element för montering. Detta gäller såväl större flerfamiljshus som enskilda villor. De senare säljs ofta genom en produktkatalog där bostadskonsumenten väljer vilken arkitektur den önskar reproducera på sin tomt.